# Misfits In Action
Misfits In Action var en gruppe af wrestlere i WCW, der eksisterede i fra foråret 2000 til starten af 2001. 

## Biografi
Misfits In Action (eller M.I.A.) blev født, da Eric Bischoff og Vince Russo overtog WCW i april 2000. Vince Russo "fyrede" Booker T, Hugh Morrus, Chavo Guerrero jr., Van Hammer og Lash LeRoux. Bag scenerne havde Bischoff og Russo faktisk ingen anelse om hvad de skulle bruge de 5 wrestlere til, så de smed dem i en gruppe sammen. De næste uger dukkede fire af wrestlerne altid op i militær tøj, og de lavede altid ballade og optrådte som rebeller mod Bischoff og Russos system. Booker T hjalp dem også, og Russo gav dem endnu en chance for at bevise deres værdighed i WCW. Gruppen begyndte at kalde sig Misfits In Action (efter at Russo havde stemplet dem misfits), og optrådte i komiske roller som militærfolk. 

### Medlemmer
- Booker T blev G.I. Bro og fungerede som leder af gruppen.

- Hugh Morrus blev Hugh G. Rection (udtalt Huge Erection) eller Captain Rection når han kæmpede. Han blev General Rection da han overtog lederskabet i gruppen fra Booker T.

- Chavo Guerrero jr. blev Lieutenant Loco og kæmpede i de blå militær farver.

- Lash LeRoux blev Corporal Cajun (hvilket reflekterede hans personlige levestil som cajun) og kæmpede i de grønne militær farver.

- Van Hammer blev Private Stash (en hentydning til hans personlige problemer med stoffer) og kæmpede i de orange militær farver. Han blev dog vred over at han skulle være den der var lavest rangerende i gruppen og blev Major Stash. WCW fyrede ham dog i sommeren 2000 og han blev erstattet af The Wall.

- The Wall blev Sergeant A-Wall (et ordspil på militær udtrykket A.W.O.L.) da Major Stash forlod WCW, og kæmpede i de grå militær farver. Han ændrede sit mørke look, og fik en hvid hanekam.

- WCW dullen Tylene Buck blev også medlem af gruppen, og blev kaldt Major Gunns (et ordspil på hendes store bryster).

### Succes
Bill DeMott opnåede sin største succes nogensinde, mens han var medlem af gruppen. Han vandt WCW U.S. titlen to gange, og blev en fan favorit. Også Lash LeRoux opnåede succes, da han vandt sin første titel i WCW sammen med Chavo Guerrero jr., nemlig WCW Tag Team titlen.